# Sucha Góra (Pogórze Rożnowskie)
Sucha Góra (378 m), czasami również określana nazwą Budzyń – szczyt  Pogórza Rożnowskiego.
Topografia
Znajduje się w długim paśmie ciągnącym się od Czchowa po Gromnik. W pasmie tym wyróżniają się kolejno szczyty: Czubica (452 m),  Mogiła (478 m), Styr Północny (460 m), Styr Południowy (469 m), Sucha Góra Zachodnia (406 m) i Sucha Góra. Ta ostatnia wznosi się nad miejscowościami Brzozowa i Polichty. Cieki spływające z masywu Suchej Góry zasilają potoki  Brzozowianka i Kipsznianka. Dużą część stoków porastają lasy. 
Wody mineralne
Na stokach Suchej Góry znajdują się źródła wód siarczkowych, m.in. „Źródło Paweł”, „Źródło Jacek” i „Źródło Geologów”. Zawierają 17,8 mg/dm³ siarkowodoru. Wody z tych źródeł mają charakterystyczny, siarkowy zapach i pokrywa je biały osad. Mają działanie lecznicze, wykorzystywane są w leczeniu schorzeń przewodu pokarmowego i zapalenia stawów. W okresie międzywojennym istniał prywatny zakład zdrojowy, który systemem gospodarczym wykorzystywał wodę z tych źródeł. 
Historia
W okresie II wojny światowej lasy Suchej Góry i Suchej Góry Zachodniej stanowiły bazę partyzantów AK. We wrześniu 1944 Niemcy przystąpili do „oczyszczania terenu” z partyzantów, którzy podjęli walkę. Na stokach i wierzchowinie Suchej Góry partyzanci zabili 13 niemieckich żołnierzy. Niemcy w odwecie spalili 13 domów w rejonie Suchej Góry i Jastrzębi oraz zabili 3 mieszkańców. Dla uczczenia zamordowanych na Suchej Górze ustawiono krzyż poświęcony pamięci partyzantów poległych w walce z Niemcami w 1944 roku. Prowadzi do niego ścieżka edukacyjna „Pod Kurhan”.
Turystyka
Przez Suchą Górę poprowadzono 2 szlaki turystyczne, dwie ścieżki edukacyjne oraz wiele szlaków rowerowych:
 Brzozowa kościół – Sucha Góra – Jastrzębia
 Piaski-Drużków (prom) – Głowaczka – Ruda Kameralna – Mogiła – Styr Południowy – Olszowa – Sucha Góra Zachodnia – Sucha Góra – Polichty
 ścieżka przyrodniczo-krajobrazowa „Na Budzyń”. Rośnie przy niej 30 gatunków roślin chronionych w naturalnych siedliskach.
 ścieżka edukacyjna „Pod Kurhan”
 szlaki rowerowe m.in. z miejscowości Paleśnica, Jastrzębia, Ciężkowice, Gromnik, Lusławice.